# Borah Peak
Il Borah Peak (noto anche come Monte Borah o Beauty Peak) è la montagna più elevata nello stato U.S.A. dell'Idaho e uno dei picchi più prominenti nella parte contigua degli Stati Uniti. È situato nella sezione centrale della Lost River Range, all'interno della Challis National Forest, nella parte orientale della Contea di Custer.

## Descrizione

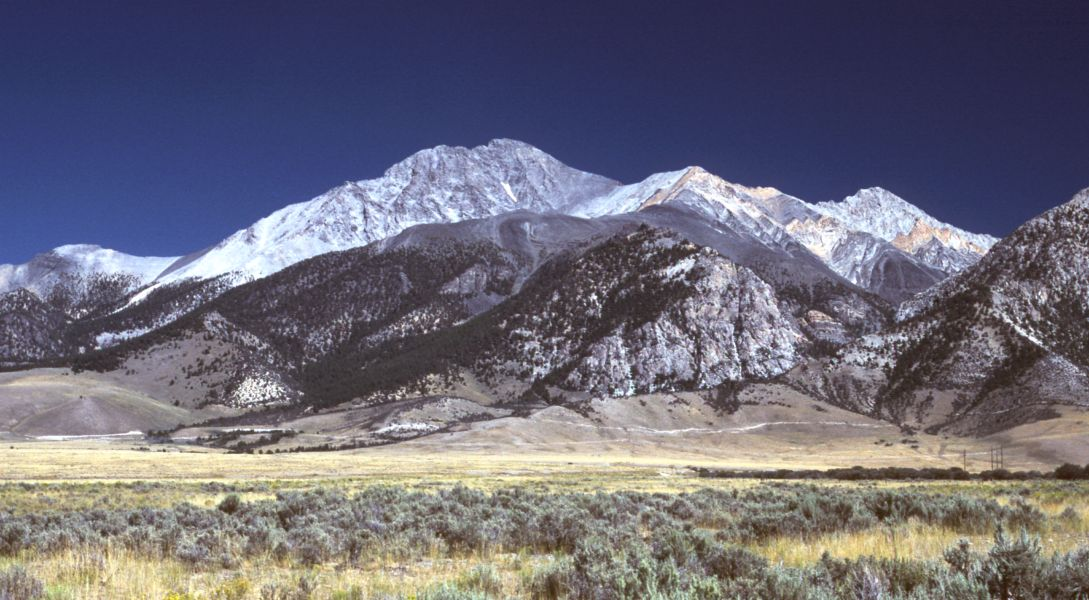
Guardando ad est da Borah Peak

La montagna rimase senza nome fino a quando non fu scoperto che era più alta di Hyndman Peak, precedentemente considerato come il rilievo più elevato dello stato. Nel febbraio del 1934, lo U.S. Geological Survey la battezzò in onore di William Borah, l'eminente senatore U.S.A. di primo piano dell'Idaho, che all'epoca aveva prestato servizio per quasi 27 anni ed era decano del Senato. Schietto isolazionalista, il "Leone dell'Idaho" fu in corsa per la presidenza due anni dopo, nel 1936, ma non vinse la nomina repubblicana, e morì in carica nel 1940.

## Terremoto del 1983

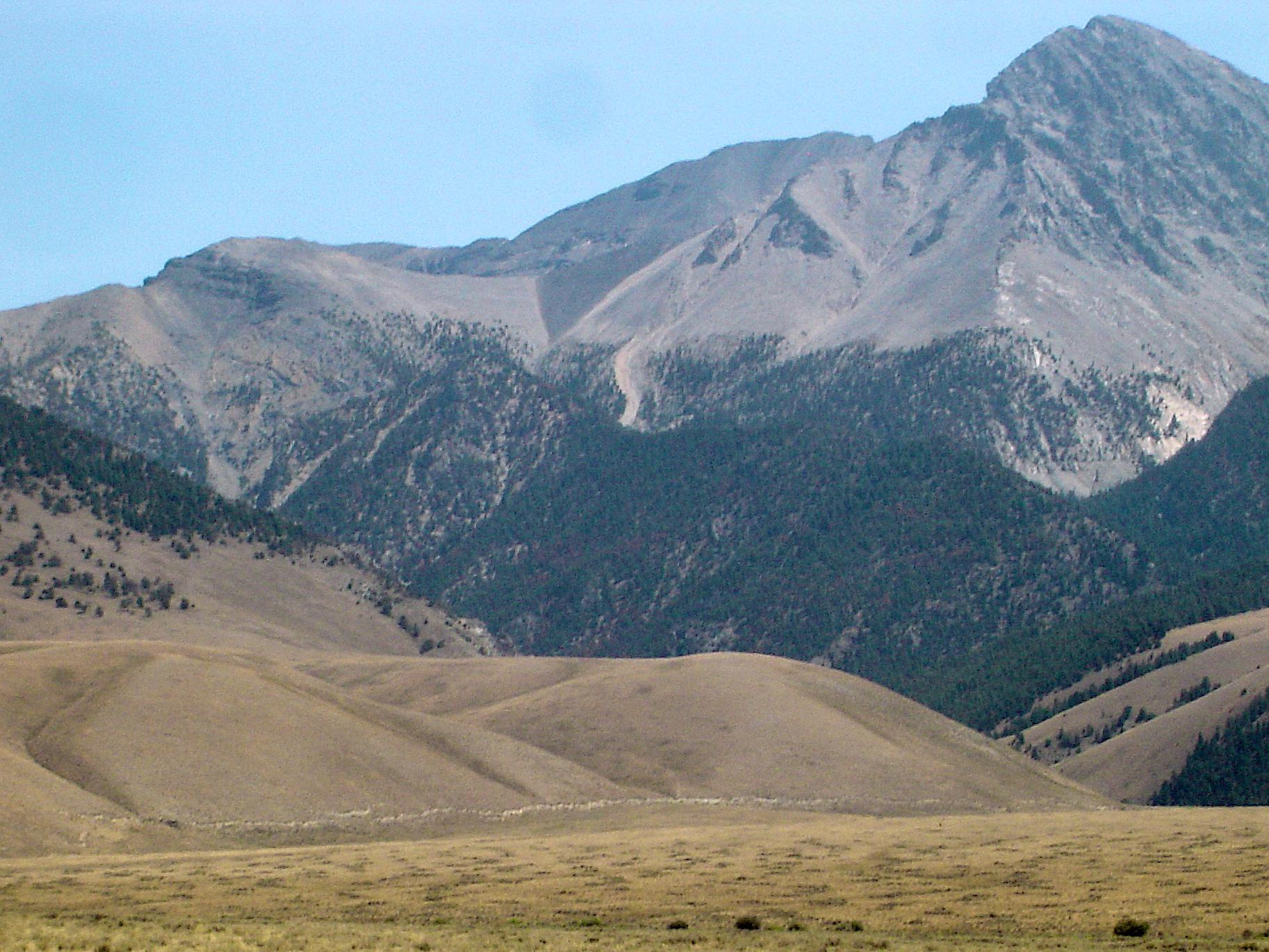
Borah Peak con scarpata di faglia, febbraio 2010

Il terremoto a Borah Peak del 1983 si verificò venerdì 28 ottobre alle 8:06:09 MDT nella Lost River Range presso Borah Peak nell'Idaho centrale, Stati Uniti d'America, con Magnitudo 6,9. Il monte Borah si è sollevato di circa 30 cm (1 piede) mentre la Lost River Valley nella stessa zona si è abbassata di circa 2,4 m (8 piedi). Ciò produsse una spaccatura sul lato occidentale della montagna, la quale è ancora visibile. Due bambini a Challis furono le uniche vittime del terremoto, colpiti dalla caduta di materiale in muratura mentre si incamminavano verso la loro scuola elementare.

## Alpinismo
Dall'inizio del sentiero alla vetta, la via normale prevede l'ascensione verticale di 1604 m (5262 piedi) in poco più di 5,6 km (3,5 miglia). Questo itinerario, sul versante sudoccidentale, è il più popolare ma, per la maggior parte, è un'escursione faticosa, fino a quando non si raggiunge una Classe 4 arête poco prima della cresta della vetta principale. Questo punto è conosciuto come Chickenout Ridge poiché molte persone interrompono il tentativo quando vedono da vicino i rischi. Nelle stagioni più fredde questo itinerario di solito comporta una traversata sulla neve, con ripide pendenze su entrambi i lati. Una piccozza e l'abilità ad usarla, è raccomandata per questo itinerario quando è ghiacciato.
La parete Nord del Borah Peak è una delle uniche vie di arrampicata sulla neve per tutto l'anno dell'Idaho e offre una sfida molto più impegnativa rispetto alla via normale. La parete presenta una serie di percorsi di classe 5 grado II su terreni misti.
Tre scalatori sono morti sul Borah Peak. Due scalatori che salivano sul versante nordoccidentale nel 1977 furono uccisi da una valanga.  Un altro scalatore nel 1987 perse la vita scivolando durante la discesa.